# Sewernaja Mylwa
Die Sewernaja Mylwa (russisch Се́верная Мы́лва, „Nördliche Mylwa“) ist ein linker Nebenfluss der Petschora in der Republik Komi in Nordwestrussland.
Die Sewernaja Mylwa entspringt im äußersten Südosten des Timanrückens an der Wasserscheide zum Flusssystem der Nördlichen Dwina. Sie fließt zuerst ein kurzes Stück nach Osten und wendet sich dann nach Norden. Sie mäandriert stark im Unterlauf. 14 km oberhalb ihrer Mündung nimmt die Sewernaja Mylwa ihren größten Nebenfluss, die Soiwa, linksseitig auf. Beim Rajonverwaltungszentrum Troizko-Petschorsk mündet die Sewernaja Mylwa schließlich von links kommend in die Petschora.
Die Sewernaja Mylwa hat eine Länge von 213 km. Sie entwässert ein Areal von 5970 km².
Der Fluss ist zwischen Oktober/November und Ende April/Mai eisbedeckt.
Der mittlere Abfluss (MQ) am Pegel Jagtydin, 20 km oberhalb der Mündung, beträgt 29,5 m³/s.